# São Miguel de Vila Boa
São Miguel de Vila Boa é uma freguesia portuguesa do município de Sátão, com 18,10 km² de área e 1226 habitantes (censo de 2021). A sua densidade populacional é 67,7 hab./km².

## Demografia
A população registada nos censos foi:
| Distribuição da População por Grupos Etários | Distribuição da População por Grupos Etários | Distribuição da População por Grupos Etários | Distribuição da População por Grupos Etários | Distribuição da População por Grupos Etários |
| -------------------------------------------- | -------------------------------------------- | -------------------------------------------- | -------------------------------------------- | -------------------------------------------- |
| Ano                                          | 0-14 Anos                                    | 15-24 Anos                                   | 25-64 Anos                                   | > 65 Anos                                    |
| 2001                                         | 294                                          | 243                                          | 695                                          | 247                                          |
| 2011                                         | 203                                          | 175                                          | 695                                          | 261                                          |
| 2021                                         | 133                                          | 135                                          | 634                                          | 324                                          |

## Património
- Pelourinho do Ladário[5] situado na localidade vizinha de Ladário (antigo concelho de São Salvador da Vila do Ladário)
- Paço dos Bandeira[6] (propriedade da Associação Portuguesa de Casas Antigas) situado na localidade de Ladário (antigo concelho de São Salvador da Vila do Ladário)

### Santuário de Nossa Senhora da Esperança
O Santuário de Nossa Senhora da Esperança, incluindo o seu órgão de tubos do século XVII, situa-se na localidade de Abrunhosa (antiga Abrunhosa do Ladário). O Santuário de Nossa Senhora da Esperança foi uma iniciativa do Cónego Luís Bandeira Galvão, falecido em 1776 e sepultado na Igreja do Santuário em frente ao Altar-mor.
O órgão está classificado como Imóvel de Interesse Público desde 1978 (Decreto 95/98 de 12 de setembro de 1978. O Santuário está classificado Imóvel de Interesse Público desde 2002 (Decreto 5/2002 de 19 de fevereiro de 2002).
Restaurada entre 2007 e 2009 foi inaugurado o seu restauro pelo Presidente da República, Aníbal Cavaco Silva, em 14 de agosto de 2009